# Josef Polig
Josef Polig (Vipiteno, 9 november 1968) is een voormalige Italiaanse alpineskiër. Polig verraste op de Olympische Winterspelen van 1992 iedereen door de gouden medaille in de combinatie te winnen.

## Palmares

### Olympische Winterspelen
- Albertville (1992)
  - Gouden medaille in de combinatie